# GAM-63 RASCAL

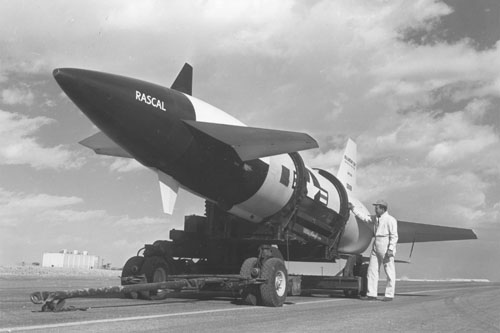
GAM-63 «Раскл».

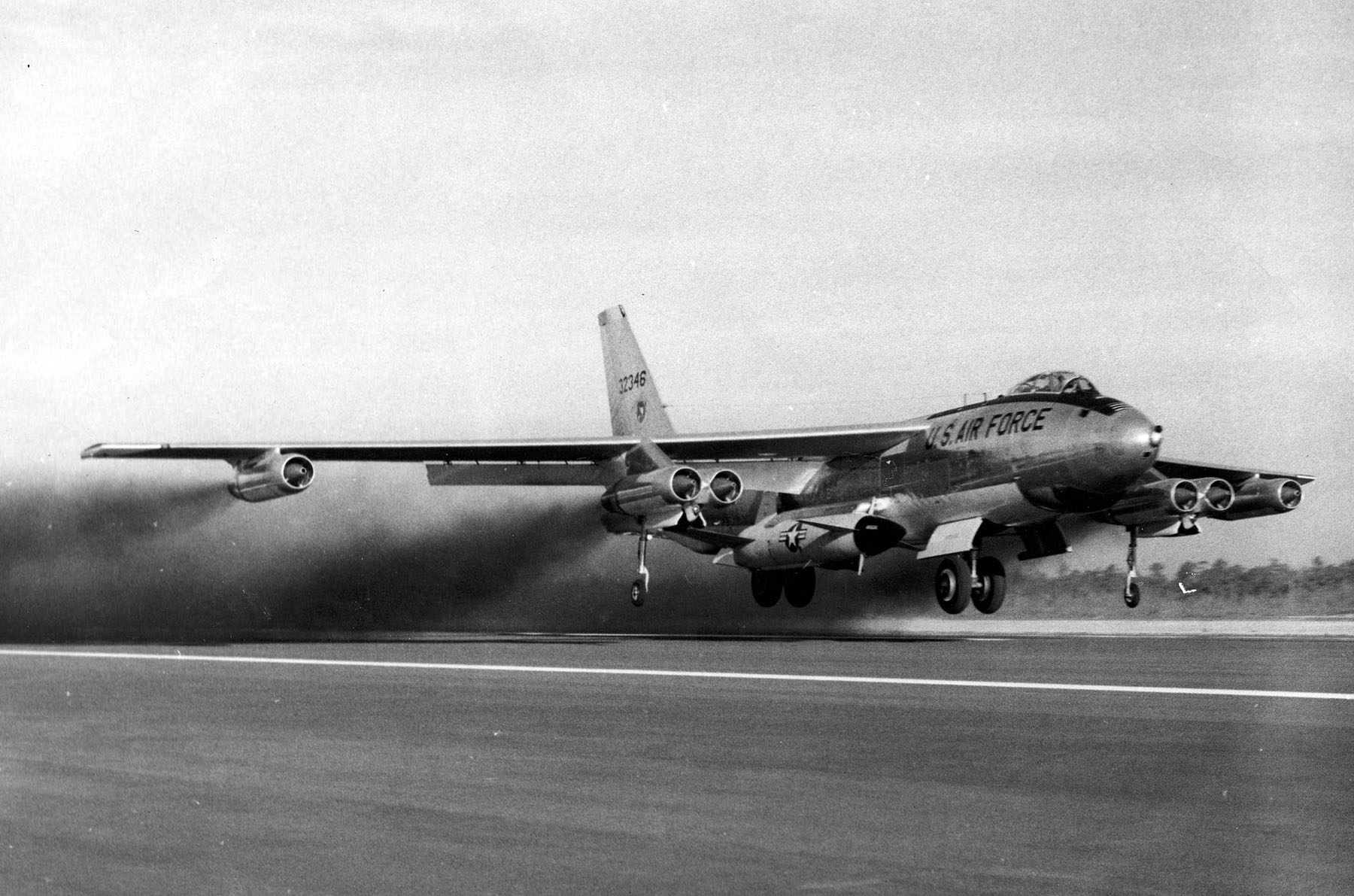
Зліт DB-47 з GAM-63 «Раскл» на зовнішній підвісці.

GAM-63 «Раскл» — перша американська стратегічна крилата ракета з ядерною бойовою частиною.

## Історія створення та випробування
GAM-63 створювалася фірмою «Белл» на основі технічних рішень випробуваних на експериментальному надзвуковому ракетному літаку X-1. Передбачалося оснастити ракету ядерним зарядом W-5 потужністю 60-80 кт. Як носії передбачалося використовувати літаки B-36D, DB-47, DB-50 та DB-52. У рамках цієї програми в носії було переобладнано чотири серійні B-36H що одержали назву DB-36H.
В ході випробувань (тривали з 1952 по 1957 рр.), Було проведено 38 експериментальних пуску з борту DB-47 і два з борту DB-36H. Ракета запускалася на висоті понад 12000 м, потім піднімалася до 25000-30000 м і пікірувала, на ціль зі швидкістю близько 3 М. Максимальна дальність стрільби становила 160 км. Управління було комбінованим, на початку інерційної системою, а на кінцевої ділянці — оператором з борту літака носія за допомогою радіокомандної системи. За п'ять років випробувань ракета встигла морально застаріти, з'явилися нові більш легкі ядерні боєголовки для яких розміри «Раскл» були дуже великі. Восени 1958 програму закрили на користь більш легкої ракети GAM-77 «хаунд дог».

## Конструкція
Ракета GAM-63 «Раскл» була виконана за аеродинамічною схемою качка. Діаметр корпусу, конструктивно схожого з X-1 становив 1210 мм, більшу його частину займало паливо — гас з окислювачем (азотною кислотою). У хвостовій частині розташовувався трикамерний рідинний ракетний двигун, а в головний апаратура управління та ядерна БЧ.